# Алхамбрийски декрет
Алхамбрайският декрет (на испански: Decreto de la Alhambra) или Едиктът от Гранада (на испански: Edicto de Granada) е указ на Фердинанд II Арагонски и Изабела I Кастилска, издаден на 31 март 1492 г., с който на евреите на територията на Кастилия и Арагон се предоставя правото на избор да останат да живеят там, но да приемат християнството, или да напуснат в четиримесечен срок (до 31 юли 1492).
В Алхамбрайския декрет се казва:
| „ | Вие знаете, или вие трябва да знаете, че след като научихме, че поради многобройните си връзки с евреите някои лоши християни от нашето кралство продължават да поеврейчват или да извращават нашата свята католическа вяра. Ние бяхме наредили ... през 1480 година, евреите да живеят във всички градове изолирани ... с надежда това отделяне да тури край на злото. Освен това Ние наредихме да се установи в нашето кралство и господарство инквизицията, което и стана преди 12 години и доведе до осъждането на много виновни лица. Обаче голямото зло, причинявано на християните, продължи, довеждайки и до участието на евреите в похвати, които показаха, че те следват с всички средства подривното дело, за да отвърнат верующите от нашата свята католическа вяра ... Затова Ние, със съгласие и по съвест на всички прелати, благородници и рицари от нашето кралство и на другите хора на науката и съвестта, след зряло обмисляне на въпроса, решихме да заповядаме на всички евреи, мъже и жени, да напуснат нашето кралство и да не се върнат никога. С изключение на онези, които ще приемат да се покръстят, всички трябва до 1 юли 1492 година да заминат и, под страх от наказание със смърт и конфискация на имуществата, да не се завърнат ... | “ |

Този декрет е отменен официално на 16 декември 1968 г., след Втория ватикански събор.
През 2014 г. испанското правителство приема закон за даване на двойно гражданство на потомците на изгонени евреи, като се мотивира с „компенсация за срамните събития в миналото“. Така сефарадските евреи, чиито предци са били изгонени от Испания с декрета, могат „да станат испански граждани без да сменят местожителството си или да се отказват от настоящето си гражданство“.
Оценките на историците са, че между 100 000 и 200 000 евреи са се покръстили и са останали, но мнозинството са емигрирали в Северна Африка, Балканите и Османската империя, пренасяйки със себе си културата си и испанския език.